# Юровка (Далматовський район)
Юро́вка (рос. Юровка) — село у складі Далматовського району Курганської області, Росія. Входить до складу Уксянської сільської ради.
Населення — 157 осіб (2017, 190 у 2010, 271 у 2002).
Національний склад станом на 2002 рік: росіяни — 93 %.